# Liste der Bodendenkmäler in Königsfeld (Oberfranken)
Auf dieser Seite sind die Bodendenkmäler in der oberfränkischen Gemeinde Königsfeld zusammengestellt. Diese Tabelle ist eine Teilliste der Liste der Bodendenkmäler in Bayern. Grundlage ist die Bayerische Denkmalliste, die auf Basis des Bayerischen Denkmalschutzgesetzes vom 1. Oktober 1973 erstmals erstellt wurde und seither durch das Bayerische Landesamt für Denkmalpflege geführt wird. Die folgenden Angaben ersetzen nicht die rechtsverbindliche Auskunft der Denkmalschutzbehörde.

## Bodendenkmäler in Königsfeld
| Lage       | Objekt                                                                                      | Akten-Nr.     | Bild |
| ---------- | ------------------------------------------------------------------------------------------- | ------------- | ---- |
| (Standort) | Grabhügel vorgeschichtlicher Zeitstellung                                                   | D-4-6032-0042 |      |
| (Standort) | Grabhügel vorgeschichtlicher Zeitstellung                                                   | D-4-6032-0081 |      |
| (Standort) | Grabhügel vorgeschichtlicher Zeitstellung                                                   | D-4-6032-0082 |      |
| (Standort) | Grabhügel vorgeschichtlicher Zeitstellung                                                   | D-4-6032-0083 |      |
| (Standort) | Grabhügel vorgeschichtlicher Zeitstellung                                                   | D-4-6032-0084 |      |
| (Standort) | Archäologische Befunde im Bereich des karolingisch-ottonischen Königshofes                  | D-4-6032-0085 |      |
| (Standort) | Grabhügel vorgeschichtlicher Zeitstellung                                                   | D-4-6032-0088 |      |
| (Standort) | Massengrab des 17. Jahrhunderts                                                             | D-4-6032-0089 |      |
| (Standort) | Siedlung der Urnenfelderzeit und der Hallstattzeit sowie des Mittelalters                   | D-4-6032-0090 |      |
| (Standort) | Siedlung der Urnenfelderzeit und des Mittelalters                                           | D-4-6032-0091 |      |
| (Standort) | Burgstall des hohen und späten Mittelalters                                                 | D-4-6032-0092 |      |
| (Standort) | Massengrab des 17. Jahrhunderts                                                             | D-4-6032-0093 |      |
| (Standort) | Höhle mit Funden vorgeschichtlicher Zeitstellung                                            | D-4-6032-0111 |      |
| (Standort) | Höhle mit Funden vorgeschichtlicher Zeitstellung                                            | D-4-6032-0112 |      |
| (Standort) | Grabhügel vorgeschichtlicher Zeitstellung                                                   | D-4-6032-0119 |      |
| (Standort) | Grabhügel vorgeschichtlicher Zeitstellung                                                   | D-4-6032-0129 |      |
| (Standort) | Freilandstation des Mesolithikums, Siedlung der Linearbandkeramik                           | D-4-6032-0131 |      |
| (Standort) | Linearbandkeramische Siedlung                                                               | D-4-6032-0133 |      |
| (Standort) | Verebnete Grabhügel der Hallstattzeit                                                       | D-4-6032-0177 |      |
| (Standort) | Vorgeschichtliche Siedlung                                                                  | D-4-6032-0178 |      |
| (Standort) | Grabhügel vorgeschichtlicher Zeitstellung                                                   | D-4-6032-0180 |      |
| (Standort) | Siedlung vorgeschichtlicher Zeitstellung und des Neolithikums                               | D-4-6032-0207 |      |
| (Standort) | Siedlung des Mittelneolithikums                                                             | D-4-6032-0222 |      |
| (Standort) | Siedlung des Neolithikums, der Urnenfelderzeit, der Hallstatt- und der Frühlatènezeit       | D-4-6032-0240 |      |
| (Standort) | Siedlung vorgeschichtlicher Zeitstellung                                                    | D-4-6032-0255 |      |
| (Standort) | Siedlung vor- und frühgeschichtlicher Zeitstellung                                          | D-4-6032-0310 |      |
| (Standort) | Höhle mit Funden vorgeschichtlicher Zeitstellung                                            | D-4-6033-0024 |      |
| (Standort) | Höhle mit Funden vorgeschichtlicher Zeitstellung                                            | D-4-6033-0025 |      |
| (Standort) | Höhensiedlung und Abschnittsbefestigung vorgeschichtlicher Zeitstellung                     | D-4-6033-0026 |      |
| (Standort) | Vorgeschichtliche Ringwallanlage                                                            | D-4-6033-0027 |      |
| (Standort) | Vorgeschichtlicher Verhüttungsplatz                                                         | D-4-6033-0028 |      |
| (Standort) | Höhlen mit Funden vorgeschichtlicher Zeitstellung                                           | D-4-6033-0029 |      |
| (Standort) | Freilandstation des Mesolithikums und vorgeschichtliche Siedlung                            | D-4-6033-0030 |      |
| (Standort) | Vorgeschichtliche Siedlung                                                                  | D-4-6033-0033 |      |
| (Standort) | Grabhügel vorgeschichtlicher Zeitstellung                                                   | D-4-6033-0034 |      |
| (Standort) | Siedlung des Neolithikums, frühmittelalterliche Ringwallanlage                              | D-4-6033-0038 |      |
| (Standort) | Mesolithische Freilandstation sowie Siedlung der Linearbandkeramik                          | D-4-6033-0039 |      |
| (Standort) | Verhüttungsplatz sowie Wüstung des hohen Mittelalters                                       | D-4-6033-0040 |      |
| (Standort) | Vorgeschichtliche Abschnittsbefestigung sowie Siedlungen des Endneolithikums                | D-4-6033-0042 |      |
| (Standort) | Felsdach mit Funden vor- und frühgeschichtlicher Zeitstellung                               | D-4-6033-0043 |      |
| (Standort) | Felsdach mit Nutzungshorizonten vor- und frühgeschichtlicher Zeitstellung                   | D-4-6033-0045 |      |
| (Standort) | Freilandstation des Jungpaläolithikums und des Mesolithikums                                | D-4-6033-0133 |      |
| (Standort) | Freilandstation des Mesolithikums und Siedlung der Hallstattzeit und der frühen Latènezeit  | D-4-6033-0134 |      |
| (Standort) | Verebnete vorgeschichtliche Grabhügel und Siedlung der späten Urnenfelderzeit               | D-4-6033-0137 |      |
| (Standort) | Vorgeschichtliche Grabhügel                                                                 | D-4-6033-0139 |      |
| (Standort) | Grabhügel vorgeschichtlicher Zeitstellung                                                   | D-4-6033-0141 |      |
| (Standort) | Grabhügel vorgeschichtlicher Zeitstellung                                                   | D-4-6033-0142 |      |
| (Standort) | Spätlatènezeitliche Siedlung und untertägige Bauteile des ehem. frühneuzeitlichen Schlosses | D-4-6033-0145 |      |
| (Standort) | Siedlung vorgeschichtlicher Zeitstellung                                                    | D-4-6033-0146 |      |
| (Standort) | Siedlung der Urnenfelderzeit und vermutlich der Hallstattzeit                               | D-4-6033-0147 |      |
| (Standort) | Siedlung des Neolithikums, der Urnenfelderzeit und der Spätlatènezeit                       | D-4-6033-0159 |      |
| (Standort) | Siedlung der Urnenfelderzeit und der Hallstattzeit                                          | D-4-6033-0163 |      |
| (Standort) | Hallstatt- und latènezeitliche Hügelbestattungen                                            | D-4-6033-0171 |      |
| (Standort) | Siedlung vor- und frühgeschichtlicher Zeitstellung                                          | D-4-6033-0175 |      |
| (Standort) | Verhüttungsplatz der Eisenzeit, der Frühgeschichte oder des Mittelalters                    | D-4-6033-0185 |      |
| (Standort) | Pingenfeld vor- und frühgeschichtlicher oder mittelalterlicher Zeitstellung                 | D-4-6033-0186 |      |
| (Standort) | Archäologische Befunde im Bereich der spätneuzeitlichen Kath. Kapelle St. Sebastian         | D-4-6033-0236 |      |
| (Standort) | Siedlung der Bronzezeit und der Urnenfelderzeit sowie vermutlich der Schnurkeramik          | D-4-6033-0238 |      |
| (Standort) | Siedlung der Latènezeit                                                                     | D-4-6033-0239 |      |